# Louis Quilicot
Louis Quilicot (1896-1981) est le fondateur de Bicycles Quilicot, la plus ancienne boutique spécialisée en vente de vélos à Montréal. Il est connu comme « le papa des cyclistes », au Québec, en raison de sa vaste contribution au cyclisme québécois. Louis Quilicot a établi sa réputation comme dirigeant du club Quilicot (1920 à 1948), entraîneur et conseiller de plusieurs champions québécois et canadiens, et organisateur de la Classique Montréal-Québec Louis-Garneau, qui s'appelait à l'époque Classique Québec-Montréal (de 1931 à 1940 et de 1946 à 1950).
Il est le père du célèbre baryton Louis Quilico et le grand-père du baryton Gino Quilico.

## Biographie
Louis Quilicot (né Quilico) est né en 1896 à Smyrne (aujourd’hui Izmir), en Turquie, de parents italiens. Son père, Antoine Quilico, un ingénieur, est venu s'installer à Montréal avec sa famille en 1911 après un voyage de 28 jours. Spécialiste en forage de galeries, il avait été appelé à travailler sur le tunnel de train sous le mont Royal.

### Les débuts du magasin Quilicot
À ses débuts, Louis, alors âgé de 15 ans, louait son vélo à ses copains pour 1 $. Un mois plus tard, avec ses profits, il acheta une autre bicyclette, qu’il loua également : ainsi débuta un petit commerce lucratif de revente de bicyclettes. Assisté de son père, il ouvrit en 1915 un petit magasin angle Rachel et De Lanaudière, en face du parc Lafontaine. Le magasin déménagera plus tard sur la rue Dorchester (aujourd’hui le boulevard René-Lévesque) « à l’époque où ce n’était qu’une ruelle », puis sur la rue St-Denis, juste au sud d’Ontario.

### La création du Club cycliste Quilicot
Louis Quilicot roulait lui-même et faisait de la compétition, surtout vers 1916-1917, participant à des grandes épreuves et courant avec les meilleurs cyclistes de son temps. C’est vers 1918 que son intérêt pour les sports cyclistes se concrétisa véritablement : il créa alors le club cycliste Quilicot, le premier club cycliste au Canada, sous la bannière de laquelle il entraînera de façon professionnelle de grands noms à venir du cyclisme québécois (voir liste ci-dessous).

### Le vélodrome de Montréal
Louis Quilicot a contribué à la construction du vélodrome du parc Jarry de Montréal, inauguré en 1929 près de la rue Jean-Talon. Non seulement de façon financière (en allongeant la somme importante pour l’époque de 2 000 $), mais également en mettant l’épaule à la roue, en transportant des planches de bois une à une afin d’en garnir la piste.

### La création de la course Québec-Montréal
Louis Quilicot est l’idéateur de la course Québec-Montréal (aussi appelée course des 200 milles), dont le premier départ a lieu le 28 juin 1931, devant le Château Frontenac et qui s’est terminée au Parc Richelieu, à Pointe-aux-Trembles, dont les pistes servaient aux courses de chevaux (la course Trois-Rivières-Montréal, aussi organisée par le club cycliste Quilicot, avait déjà cours depuis quelques années dans la province). Cette première édition a servi à la Canadian Wheelman Association d’épreuve éliminatoire pour les Jeux olympiques de 1932.
Cette course d’endurance de 187 milles (300 km), destinée aux amateurs seulement, se fait en une seule étape, dans une limite de temps de 14 heures. Il s’agit de la plus longue course d’endurance en Amérique du Nord. Le gagnant de cette première édition fut Zénon Saint-Laurent, un membre du club Quilicot, grâce à un temps de 8 heures 58 minutes. Il répétera l’exploit l’année suivante (en 9 heures 57 minutes).
La course existe toujours sous le vocable de Classique Louis-Garneau, est réservée à l’élite et aux cyclistes professionnels et va maintenant de Montréal vers Québec.

### L’organisation de la course des Six Jours au Forum de Montréal
Fort populaires aux États-Unis et en Europe dans la première moitié du XXe siècle, les courses de six jours constituent une épreuve cycliste d’endurance au cours de laquelle les cyclistes, en équipe de deux, roulent à relais sans interruption pendant 6 jours et 6 nuits, pour une distance d’environ 2500 milles, sur une piste de vélodrome. 
À l’aide du promoteur Willie Spencer, Louis Quilicot a contribué à mettre sur pied la tenue annuelle de la Course des six jours de Montréal en 1929, sur la piste du vélodrome du Forum de Montréal. L’accueil du public sera immédiat et enthousiaste. Attirant les plus grands noms du cyclisme international, les courses se tiendront chaque année jusqu’en 1942 pour reprendre ensuite de 1963 à 1980.
Quand la Seconde Guerre arriva, les compétitions cyclistes furent interrompues, et Louis Quilicot décida de se consacrer davantage à son commerce. En 1972, il céda Bicycles Quilicot à son fils Antoine.
Il est décédé le 15 mai 1981, à Montréal, à l’âge de 84 ans.
« Il fut au cyclisme canadien ce que Maurice Richard fut au hockey professionnel. »

## Distinctions
Intronisé Bâtisseur au Temple de la renommée du cyclisme québécois en 1986.

## Liste des cyclistes qu’il a entraînés
- Phil Mancini, champion canadien sur 50 milles de 1919 à 1922
- Joe Laporte, champion québécois et canadien de 1924 et 1928 et représentant canadien aux Jeux olympiques de 1924 et 1928[2].
- Henri Lepage
- Jules Audy[2],[9].
- Zénon Saint-Laurent[2]
- Laurent Gachon (frère de Pierre Gachon, premier Québécois à prendre le départ au Tour de France 1937)
- René Cyr
- Bob Lacourse, vainqueur de Québec-Montréal en 1948[2].
- Laurent Tessier.
- René Paquin
- Guy Morin
- Florent Jodoin
- George Graves
- Laurent Gadou

## Anecdotes
Louis Quilico a choisi de québéciser son nom en y ajoutant un t à la fin.
Dans ses jeunes années de coureur cycliste, une appendicite l’a empêché de courir dans une compétition américaine, un événement dont il se rappelle avec tristesse.